# Mud Slide Slim and the Blue Horizon
Mud Slide Slim and the Blue Horizon ist ein Musikalbum von James Taylor.

## Geschichte
Das dritte Album von James Taylor bedeutete für den Songwriter den endgültigen Durchbruch. Die Singleauskoppelung von You’ve Got a Friend wurde sein einziger Nummer-eins-Hit und brachte ihm den Grammy Award 1972 für die beste männliche Gesangsleistung. Der Song von Carole King erhielt außerdem den Grammy für den Song des Jahres. Das Album von Taylor war im April 1971 erschienen, Carole Kings Album Tapestry war im März desselben Jahres. Joni Mitchell, die bei beiden Alben im Hintergrund zu hören ist, veröffentlichte im Juni 1971 ihr berühmtes Album Blue. Diese Alben waren die erfolgreichsten Alben des Genres Singer/Songwriter im Jahre 1971. Mud Slide Slim and the Blue Horizon erreichte den zweiten Platz der Popalbumcharts. Das Foto auf dem Plattencover stammt von Ethan Russell.

## Titelliste
Alle Stücke wurden von James Taylor geschrieben, es sei denn, andere Autoren werden angegeben.
1. Love Has Brought Me Around – 2:41
2. You’ve Got a Friend (C. King) – 4:29
3. Places in My Past – 2:01
4. Riding on a Railroad – 2:41
5. Soldiers – 1:13
6. Mud Slide Slim – 5:20
7. Hey Mister, That’s Me up on the Jukebox – 3:46
8. You Can Close Your Eyes – 2:31
9. Machine Gun Kelly (D. Kortchmar) – 2:37
10. Long Ago and Far Away – 2:20
11. Let Me Ride – 2:42
12. Highway Song – 3:51
13. Isn’t It Nice to Be Home Again – 0:55

## Besetzung
- James Taylor – Gitarre, Klavier, Gesang
- Peter Asher – Tamburin, Backing Vocals
- Richard Greene – Fiddle
- Gail Haness – Backing Vocals
- John Hartford – Banjo
- Wayne Jackson – Trompete
- Kevin Kelly – Klavier, Akkordeon
- Carole King – Klavier, Backing Vocals
- Danny Kortchmar – Gitarre, Conga
- Russ Kunkel – Schlagzeug, Perkussion
- Andrew Love – Tenorsaxophon
- Leland Sklar – Bass
- Joni Mitchell – Backing Vocals
- Kate Taylor – Backing Vocals